# ダンディー少佐
『ダンディー少佐』（ダンディーしょうさ、原題：Major Dundee）は、1965年公開のアメリカ合衆国の西部劇映画。サム・ペキンパー監督、チャールトン・ヘストン主演。
劇場公開時にカットされた一部のシーンを追加し、音楽を一新した136分の「エクステンデッド・バージョン」が2005年にソフトリリースされた（本国では一部劇場で公開もされた）。しかし、ペキンパーが本来想定していた152分（またはそれ以上）のディレクターズ・カット版は未だにリリースされていない。

## あらすじ
南北戦争中の1864年、北軍のベンリン砦に第五騎兵隊の中隊が狂暴なアパッチの族長チャリバの奇襲を受けて全滅したとの知らせが届く。指揮官のダンディー少佐はチャリバ討伐の志願兵を募るが、志願兵の大半は犯罪者や南軍の捕虜や脱走兵だった。ダンディーは、かつての友人で南軍大尉のタイリーンを副官に求めていたが、彼は部下と共に砦の衛兵を殺して脱走を図ったため、処刑されることになっていた。一方のタイリーンは、南北戦争前に同僚殺しで軍法会議にかけられた際、ダンディーが有罪を支持したために軍を追われたことを恨んでいた。ダンディーとタイリーンは反目しつつも、「チャリパ討伐まで」という条件で手を組むことになる。
準備を整えた討伐隊はチャリパを追って出発するが、北軍兵と南軍兵は反目したままだった。討伐隊はチャリパを追って川を渡ろうとしたところを待ち伏せに遭い、損害を受ける。ある日の夜、南軍兵が北軍の黒人兵を侮辱したため、両軍の兵士は一触即発となるが、タイリーンが間に入って対立を抑え、アパッチを撃退した黒人兵の戦功を称えて事なきを得た。進軍を進める討伐隊のもとにチャリパと行動を共にしていた先住民が現れ、「チャリパはメキシコ領に逃げた」と知らせる。ダンディーは罠だと疑ったものの、先住民がチャリパに連れ去られた子供を保護して来たため、彼の知らせを信じてメキシコ領に入る。
食料が尽きかけた討伐隊は近くの村に向かうが、そこには自由メキシコ軍と内戦中だったフランス軍が駐屯していた。ダンディーはフランス軍を降伏させて村に入るが、村は盗賊やフランス軍の略奪で困窮していたため、彼は残り少ない食料を村人に渡す。村人はダンディーに感謝し、彼らを歓迎する。ダンディーは村で自由メキシコ軍のために働いていた女性テレサと親しくなり、タイリーンや他の兵士たちも村人と交流する。数日後、フランス兵が脱走して本隊に援軍を求めたことを知ったダンディーは、彼らを追撃してフランス軍本隊を攻撃するため、村を出発する。しかし、途中で南軍兵のO・W・ハドリーが食料を盗んで脱走する。ダンディーはハドリーを連れ戻して処刑しようとするが、タイリーンは討伐隊の分裂を避けるため、助命を願い出る。しかし、ダンディーは規律を優先して処刑を決定し、タイリーンがハドリーを射殺する。
ハドリーの一件によりダンディーは信頼を失い、南軍兵だけではなく北軍兵からも疎まれるようになる。ダンディーはフランス軍の攻撃から逃れたテレサと共に水浴びをするが、そこをチャリパに襲われて負傷する。タイリーンがチャリパを追い払ったものの、彼は治療を名目にダンディーを追い出してしまう。ダンディーはテレサと共に町に向かい治療を受けるが、テレサが自由メキシコ軍の活動に戻ってしまい、ダンディーは孤独になり憔悴していく。そこにタイリーンが現れて連れ戻そうとするが、自棄になっていたダンディーはそれを断り、タイリーンに呆れられてしまう。フランス軍が迫る中、二人は殴り合いの末に討伐隊に戻り、チャリパをおびき寄せて銃撃戦の末にラッパ手のライアンが彼を射殺する。
ダンディーはアメリカに戻ろうとするが、フランス軍が先回りして川に陣取ったため、彼はフランス軍に攻撃を仕掛ける。フランス軍が混乱した隙を突き、ダンディーは突撃を命令して川を渡り、フランス軍と白兵戦になる。討伐隊は星条旗を奪われてしまい、タイリーンが奪い返すが、彼はフランス兵に撃たれてしまう。タイリーンは星条旗をダンディーに渡してメキシコ側に戻り、フランス軍本隊に戦いを挑んだ末に戦死する。タイリーンの死を見届けたダンディーは、生き残った討伐隊と共に川を渡り切り、アメリカに帰還する。

## キャスト
| 役名                                 | 俳優                             | 日本語吹替                         | 日本語吹替                                                                                       | 日本語吹替           |
| 役名                                 | 俳優                             | TBS版                              | フジテレビ版                                                                                     | ソフト版             |
| ------------------------------------ | -------------------------------- | ---------------------------------- | ------------------------------------------------------------------------------------------------ | -------------------- |
| エイモス・チャールズ・ダンディー少佐 | チャールトン・ヘストン           | 納谷悟朗                           | 納谷悟朗                                                                                         | 小山力也             |
| ベンジャミン・タイリーン大尉         | リチャード・ハリス               | 城達也                             | 日下武史                                                                                         | 草尾毅               |
| グレアム中尉                         | ジム・ハットン                   | 山田康雄                           | 内海賢二                                                                                         | 落合弘治             |
| サミュエル・ポッツ                   | ジェームズ・コバーン             | 渡部猛                             | 小林清志                                                                                         | 小谷津央典           |
| ティム・ライアン                     | マイケル・アンダーソン・Jr.      | 市川治                             | 堀勝之祐                                                                                         |                      |
| テレサ・サンティアゴ                 | センタ・バーガー                 | 平井道子                           | 浅井淑子                                                                                         | 渡辺美佐             |
| ゴメス軍曹                           | マリオ・アドルフ                 |                                    |                                                                                                  |                      |
| イソップ                             | ブロック・ピーターズ             |                                    |                                                                                                  |                      |
| O・W・ハドリー                       | ウォーレン・オーツ               | 仁内達之                           |                                                                                                  | 水内清光             |
| チラム軍曹                           | ベン・ジョンソン                 |                                    |                                                                                                  |                      |
| ダールストロム                       | R・G・アームストロング           |                                    |                                                                                                  |                      |
| アーサー・ハドリー                   | L・Q・ジョーンズ                 |                                    |                                                                                                  |                      |
| ワイリー                             | スリム・ピケンズ                 |                                    |                                                                                                  |                      |
| ウォーラー大尉                       | カール・スウェンソン             |                                    |                                                                                                  |                      |
| シエラ・チャリパ                     | マイケル・ペイト                 |                                    |                                                                                                  | 駒谷昌男             |
| ジミー・リー・ベンティーン           | ジョン・デイヴィス・チャンドラー |                                    |                                                                                                  |                      |
| プリアム                             | ダブ・テイラー                   |                                    |                                                                                                  |                      |
| リンダ                               | ベゴナ・パラシオス               |                                    |                                                                                                  |                      |
| 不明 その他                          |                                  | 飯塚昭三                           | 相模太郎 村越伊知郎 仲木隆司 田中康郎 徳丸完 緑川稔 加藤正之 池田勝 若本紀昭 有本欽隆 塚田恵美子 |                      |
|                                      |                                  |                                    |                                                                                                  |                      |
| 演出                                 | 演出                             |                                    | 春日正伸                                                                                         |                      |
| 翻訳                                 | 翻訳                             |                                    | 飯嶋永昭                                                                                         | 飯嶋永昭 余語健      |
| 効果                                 | 効果                             |                                    | 安藤茂樹 猪飼和彦 平野富夫                                                                       |                      |
| 調整                                 | 調整                             |                                    | 山田太平                                                                                         |                      |
| 制作                                 | 制作                             |                                    | グロービジョン                                                                                   | ソニー・ピクチャーズ |
| 解説                                 | 解説                             | 荻昌弘                             | 高島忠夫                                                                                         |                      |
| 初回放送                             | 初回放送                         | 1972年2月21日 『月曜ロードショー』 | 1976年6月18日 『ゴールデン洋画劇場』                                                             |                      |